# Jensen Huang
Jen-Hsun "Jensen" Huang (Hán Việt: Hoàng Nhân Huân) sinh ngày 17 tháng 2 năm 1963, là một doanh nhân người Mỹ gốc Đài Loan. Ông là người đồng sáng lập công ty xử lý đồ họa Nvidia vào năm 1993 và đã giữ chức chủ tịch và CEO của nó kể từ khi thành lập. Huang tốt nghiệp Đại học bang Oregon trước khi chuyển đến California. Ông tốt nghiệp thạc sĩ tại Đại học Stanford. Năm 2008, Forbes liệt kê ông là CEO được trả lương cao thứ 61 trong danh sách CEO của Mỹ và là một trong những người Mỹ gốc Á giàu có nhất ở Hoa Kỳ.

## Thời trẻ và giáo dục
Huang sinh ra ở thành phố biển Đài Nam, Đài Loan. Gia đình ông di cư sang Hoa Kỳ và chuyển đến Oneida, Kentucky, và sau đó đến Oregon. Ông tốt nghiệp trường trung học Aloha, ngoại ô Portland.
Huang nhận bằng đại học về kỹ thuật điện của Đại học Oregon State vào năm 1984 và bằng thạc sĩ về kỹ thuật điện của Đại học Stanford vào năm 1992.

## Sự nghiệp
Sau đại học, ông là Giám đốc của LSI Logic và là nhà thiết kế bộ vi xử lý tại Advanced Micro Devices, Inc. (AMD). Vào sinh nhật lần thứ 30 của mình vào năm 1993, Huang đồng sáng lập Nvidia và hiện là CEO và Chủ tịch. Ông sở hữu một phần cổ phiếu của Nvidia trị giá khoảng 1,3 tỷ USD vào năm 2016. Ông kiếm được 24,6 triệu đô la với tư cách là CEO năm 2007, xếp hạng ông là CEO được trả lương cao thứ 61 của Forbes.

## Từ thiện
Huang đã tài trợ trường cũ của mình Đại học Stanford 30 triệu đô la Mỹ để xây dựng Trung tâm Kỹ thuật Jen-Hsun Huang. Tòa nhà này là tòa nhà thứ hai trong số bốn tòa nhà tạo nên Khoa học và Kỹ thuật của Stanford. Nó được thiết kế bởi kiến trúc sư Bora của Portland, Oregon.
Huang là người nhận được vào năm 2007 của Giải thưởng Nhà lãnh đạo Kinh doanh Tiên phong của Quỹ Giáo dục Thung lũng Silicon cho công việc của mình trong cả thế giới doanh nghiệp và từ thiện.

## Giải thưởng
- Năm 1999, Jensen Huang được vinh danh là doanh nhân của năm tại lĩnh vực công nghệ cao.
- Vào năm 2003, Huang đã nhận được Giải thưởng Lãnh đạo gương mẫu của Tiến sĩ Morris Chang, công nhận một nhà lãnh đạo có đóng góp đặc biệt trong việc thúc đẩy sự phát triển, đổi mới, tăng trưởng và cơ hội lâu dài của ngành công nghiệp bán dẫn, từ Hiệp hội Bán dẫn Fabless. Ông cũng là người vào chung kết toàn quốc cho Giải thưởng Doanh nhân của năm EY năm 2003 và là người nhận giải thưởng cho khu vực Bắc California năm 1999.
- Ngoài ra, Huang là người nhận Giải thưởng Quản lý Kỹ thuật Daniel J. Epstein của Đại học Nam California và được Đại học bang Oregon đặt tên là nghiên cứu sinh.

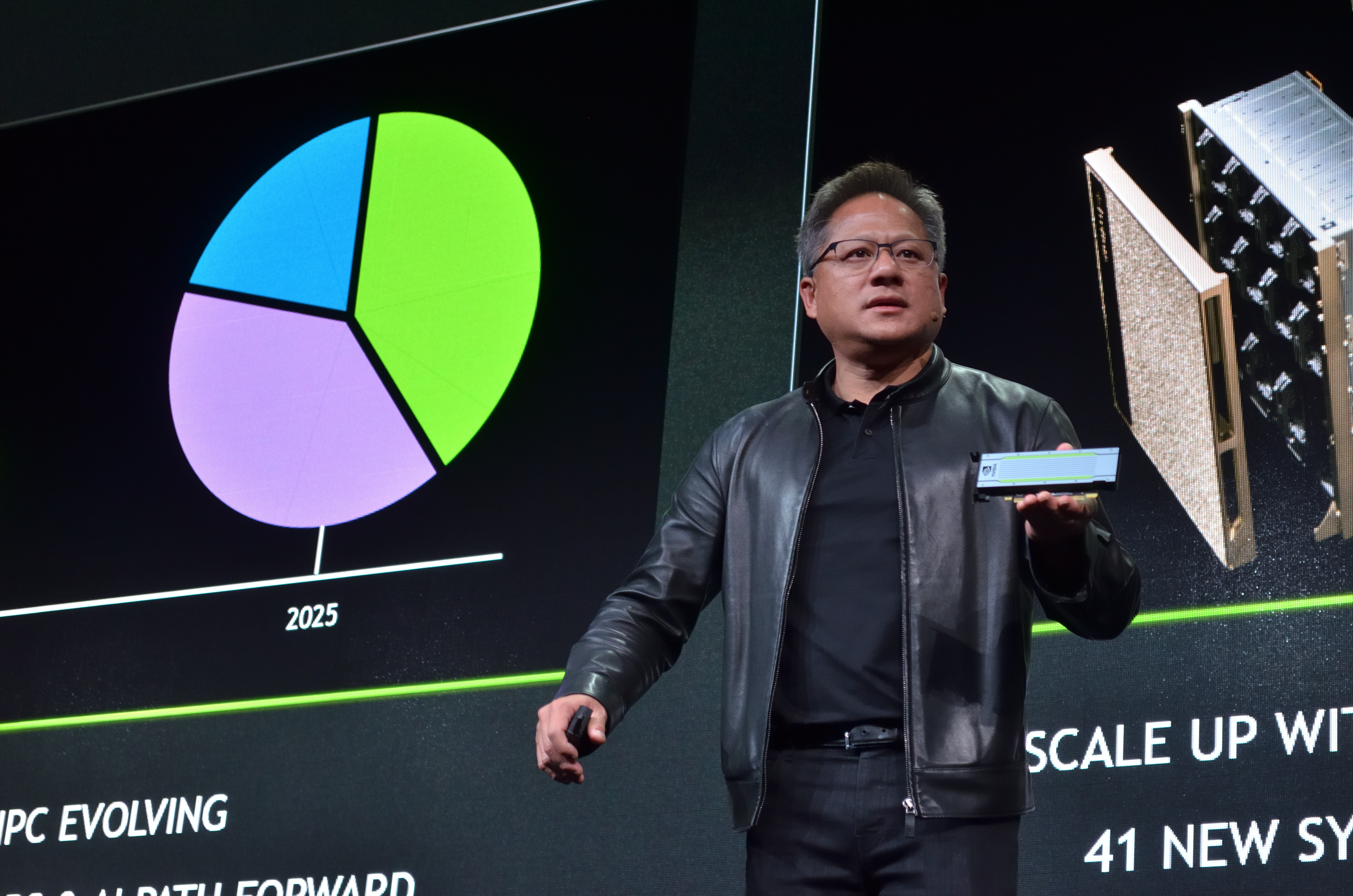
Jensen Huang tại SC18

- Jensen Huang tại SC18 Huang đã được trao bằng tiến sĩ danh dự của Đại học bang Oregon vào ngày 13 tháng 6 năm 2009.[14]
- Năm 2018, Huang đã được liệt kê trong EDGE 50 khai mạc, đặt tên cho 50 người có ảnh hưởng hàng đầu thế giới về kĩ thuật máy tính.[15]
- Tháng 10 năm 2019: Huang được Harvard Business Review bình chọn là CEO có thành tích tốt nhất thế giới.[16]
- Tháng 11 năm 2020: Ông được Automotive News Europe Eurostars vinh danh là "Giám đốc điều hành nhà cung cấp của năm".[17]
- Tháng 11 năm 2020: Jensen Huang đã nhận bằng tiến sĩ danh dự của Đại học Quốc gia Đài Loan.[18][19]
- Tháng 8 năm 2021: Huang nhận Giải thưởng Robert N. Noyce từ Hiệp hội Công nghiệp Bán dẫn (SIA), vinh dự cao nhất của ngành.[20]
- Tháng 9 năm 2021: Ông lọt vào Time 100, danh sách thường niên của Time về 100 người có ảnh hưởng nhất trên thế giới.[21]
- Năm 2024: Giải thưởng Chính VinFuture 2024[22], vì những đóng góp đột phá để thúc đẩy sự tiến bộ của học sâu.

## Cuộc sống cá nhân
Khi ở bang Oregon, Huang đã gặp người vợ tương lai của mình, Lori, đồng nghiệp phòng thí nghiệm kỹ thuật của ông vào thời điểm đó. Huang có hai con. Con trai của ông, Spencer Huang (tiếng Trung: 黃勝斌; bính âm: Huáng Shèngbīn), đã khai trương một quán bar ở Đài Bắc vào năm 2015 và được Forbes coi là một trong 50 quán bar hàng đầu ở Châu Á. Quán bar đóng cửa vào tháng 5 năm 2021 và anh ấy hiện là giám đốc sản phẩm tại Nvidia.
Ông được cho là anh em họ xa của Giám đốc điều hành AMD Lisa Su. Về mặt chính trị, Huang ủng hộ một chính phủ tự do hơn.